# Pavľany
Pavľany – słowacka wieś i gmina (obec) w powiecie Lewocza w kraju preszowskim.
Pierwsze wzmianki o wsi pochodzą z 1245 roku.
Centrum wsi leży na wysokości 805 m n.p.m. Gmina zajmuje powierzchnię 7,713 km². W 2011 roku zamieszkiwało ją 58 osób.